# AHS Krab
L'AHS Krab (in polacco: armatohaubica samobieżna) è un obice semovente da 155 mm prodotto, per l'esercito polacco, dalla Huta Stalowa Wola su chassis del K9 Thunder. Il mezzo è in dotazione anche alle forze terrestri ucraine.

## Sviluppo

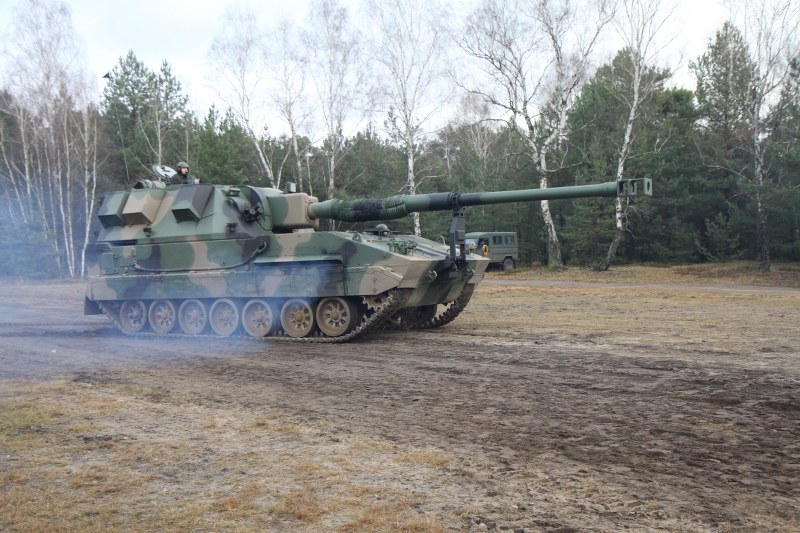
Obice AHS Krab montato su telaio UPG-NG. In mostra al Festival delle forze missilistiche e dell'artiglieria a Toruń (2012)

Dopo la fase di progettazione, durata anni, fu prodotto il primo prototipo nel 2011 mentre i primi test furono condotti nel 2012 e né erano stati prodotti 8. Questi primi esemplari si basavano sul telaio polacco UPG-NG prodotto dalla Zakłady Mechaniczne "Bumar-Łabędy".
Nel dicembre 2014, visti i numerosi problemi avuti col telaio, fu presa la decisione di utilizzare il telaio K9PL sudcoreano prodotto in Polonia su licenza. Il 17 dicembre 2014, il Ministero della Difesa polacco sottoscrive un accordo da 320 milioni di dollari con l'allora Samsung Techwin, azienda sudcoreana ora denominata Hanwha Techwin, per l'acquisto di 120 chassis K9 Thunder , di cui i primi 24 saranno consegnati nel 2017 e 96 saranno costruiti in Polonia con consegna previste tra il 2018 e 2022.
Il contratto per la produzione dei 96 obici fu firmato nel 2016. Grazie ad esso, 4 Divisioni polacche saranno equipaggiate con il Krab. In base al contratto stipulato, viene aggiornata anche la data di fine consegna prevista per il 2024.
Il 28 dicembre 2021 è stata consegnata la prima batteria sulle tre all'14º Gruppo d’artiglieria della Brigata, facente parte della 21ª Brigata Fucilieri Podhale, inquadrata nella 18ª Divisione Meccanizzata.

## Caratteristiche

### Componenti
Ogni batteria di Krab è costituita da:
- veicolo comando per il comandante della batteria
- 2 veicoli dei comandanti di plotone
- 8 semoventi KRAB da 155 mm
- 2 veicoli porta munizioni Star 1466 6x6
- 1 veicolo per la riparazione di armamenti ed elettronica Waran
- 1 veicolo di servizio del comandante di squadriglia.

### Telaio e corazzatura
All'inizio i primi mezzi prodotti usavano un telaio modificato del carro armato polacco PT-91 Twardy. Come motore diesel montava un S-12U, che sviluppava 850 cavalli. Questi Krab erano dotati di una lama che permetteva di preparare postazioni difensive. Tuttavia, dal 2012 la produzione del motore S-12U si è interrotta. Si punto verso l'utilizzo di un motore tedesco MTU-881 Ka500. Il problema principale era che il vano motore dello scafo del Krab non era adattabile al nuovo motore. Nel 2013 si tentò di usare il telaio dell'obice semovente turco T-155 Firtina. Nel 2014, la saga della scelta del telaio si concluse con l'accordo stipulato dalla Polonia per l'uso dello chassis dell'obice semovente sudcoreano K9.
Il Krab ha uno scafo e torretta in struttura interamente saldata in acciaio. L'armatura fornisce protezione contro il fuoco di armi leggere e le schegge di proiettili di artiglieria. È dotato di protezione NBC e sistemi automatici antincendio.

### Armamento e munizioni
Il semovente è impiegato come supporto al fuoco di artiglieria a livello di Brigata. Ha una gittata di 30 km con munizioni convenzionale HE-FRAG, 40 km con munizioni auto-propulse. 
Spara anche munizioni guidate per colpire obbiettivi con un alto grado di precisione. Il controllo del fuoco è automatizzato grazie all'uso del TOPAZ, sistema di controllo automatizzato del fuoco. Il Krab ha un sistema di caricamento automatico delle munizioni e un sistema di carica modulare. Trasporta un totale di 60 proiettili.
Ha un peso standard di 48 tonnellate e adotta il telaio del semovente d’artiglieria sud coreano K9 “Thunder”. Invece, il suo sistema d'arma impiega la moderna torretta già in uso sul semovente d’artiglieria britannico AS90M “Braveheart”, dotato di un cannone da 155/52 mm che spara munizioni compatibili NATO. Come armamento secondario dispone di una mitragliatrice da 12,7 mm montata sul tetto.

## Utilizzatori
Polonia
- Wojska Lądowe

120 esemplari ordinati con scafo del K9, 24 scafi sono stati consegnati ad ottobre 2016 mentre i restanti 96 sono stati prodotti localmente. Dei circa 120 già in servizio, è possibile che parte degli obici in produzione per l’Esercito Polacco vengano forniti direttamente a Kiev in virtù di un accordo per la fornitura del semovente
 Ucraina
- forze terrestri ucraine

Ordinati circa 54/60 Krab con un contratto da 700 milioni, da assegnare a tre reparti d’artiglieria ognuno formato da 3 batterie da 6 obici. A fine maggio 2022, i polacchi avevano addestrato un reparto di un centinaio di artiglieri e fornito i primi 18 semoventi.